# 聖公會聖烏列爾堂
聖公會聖烏列爾堂（英語：Church of Saint Uriel the Archangel），又名天使長聖烏列爾堂，是一座位於美國紐澤西州海圍鎭的聖公會教堂，信仰模式遵循安立甘大公主義信條，意即在聖公宗內部傾向珍視天主教傳統的派別，類似高派教會。這座教堂是普世聖公宗成員，信徒都是聖公宗大公與正統傳承的追隨者。
聖公會聖烏列爾堂是唯一一座以天使長烏列爾命名的美國聖公會教堂，此外亦有一座位於南卡羅萊納州切斯特的烏列爾長老會教堂（Uriel Presbyterian Church），以及美國境內的一些衣索比亞和厄利垂亞正統臺瓦西多教堂以烏列爾為主保天使。
聖公宗伯大尼女修會用一年半的時間製作了繪有天使長烏列爾像的堂區旌旗，於1958年獻給該堂。直到那一年，該堂仍是唯一一座獻予烏列爾的聖公會教堂。

## 外部連結
- 官方网站 （英文）